# Scott Booth
Scott Booth (født 16. december 1971 i Aberdeen, Skotland) er en skotsk tidligere fodboldspiller, der spillede som angriber. Han var på klubplan primært tilknyttet Aberdeen F.C. i hjemlandet og hollandske FC Twente, men spillede også for blandt andet Borussia Dortmund i Tyskland.
Booth blev desuden noteret for 22 kampe og seks scoringer for Skotlands landshold. Han deltog ved EM i 1996 og VM i 1998.

## Titler
Skotsk Liga Cup
- 1996 med Aberdeen F.C.

Intercontinental Cup
- 1997 med Borussia Dortmund

KNVB Cup
- 2001 med FC Twente